# Kansas City Open 1972 - Doppio
Il doppio del torneo di tennis Kansas City Open 1972, facente parte della categoria Grand Prix, ha avuto come vincitori Ilie Năstase e Ion Țiriac che hanno battuto in finale Andrés Gimeno e Manuel Orantes con il punteggio di 6–7, 6–4, 7–6.

## Tabellone

### Legenda
| - Q = Qualificato - WC = Wild card - LL = Lucky loser | - ALT = Alternate - SE = Special Exempt - PR = Protected Ranking | - w/o = Walkover - r = Ritirato - d = Squalificato |

|  | Quarti di finale                | Quarti di finale                | Quarti di finale                | Quarti di finale | Quarti di finale |  |  | Semifinali                    | Semifinali                    | Semifinali                   | Semifinali              | Semifinali |   |   | Finale                       | Finale                       | Finale | Finale | Finale |  |
|  |                                 |                                 |                                 |                  |                  |  |  |                               |                               |                              |                         |            |   |   |                              |                              |        |        |        |  |
|  | Andrés Gimeno Manuel Orantes    | Andrés Gimeno Manuel Orantes    | Andrés Gimeno Manuel Orantes    | 6                | 7                |  |  |                               |                               |                              |                         |            |   |   |                              |                              |        |        |        |  |
|  | Pierre Barthes Alejandro Olmedo | Pierre Barthes Alejandro Olmedo | Pierre Barthes Alejandro Olmedo | 3                | 6                |  |  | Andrés Gimeno Manuel Orantes  | Andrés Gimeno Manuel Orantes  | Andrés Gimeno Manuel Orantes | 6                       | 6          |   |   |                              |                              |        |        |        |  |
|  | Z Franulović Clark Graebner     | Z Franulović Clark Graebner     | Z Franulović Clark Graebner     | 6                | 6                |  |  | Z Franulović Clark Graebner   | Z Franulović Clark Graebner   | Z Franulović Clark Graebner  | 3                       | 3          |   |   |                              |                              |        |        |        |  |
|  | Mike Belkin Tom Edlefsen        | Mike Belkin Tom Edlefsen        | Mike Belkin Tom Edlefsen        | 4                | 2                |  |  |                               |                               |                              |                         |            |   |   | Andrés Gimeno Manuel Orantes | Andrés Gimeno Manuel Orantes | 7      | 4      | 6      |  |
|  | Patricio Cornejo Jaime Fillol   | Patricio Cornejo Jaime Fillol   | 7                               | 3                | 6                |  |  |                               |                               | Ilie Năstase Ion Țiriac      | Ilie Năstase Ion Țiriac | 6          | 6 | 7 |                              |                              |        |        |        |  |
|  | Tom Gorman Erik Van Dillen      | Tom Gorman Erik Van Dillen      | 6                               | 6                | 3                |  |  | Patricio Cornejo Jaime Fillol | Patricio Cornejo Jaime Fillol | 4                            | 6                       | 6          |   |   |                              |                              |        |        |        |  |
|  | Ilie Năstase Ion Țiriac         | Ilie Năstase Ion Țiriac         | Ilie Năstase Ion Țiriac         | 7                | 2                |  |  | Ilie Năstase Ion Țiriac       | Ilie Năstase Ion Țiriac       | 6                            | 3                       | 7          |   |   |                              |                              |        |        |        |  |
|  | Nils Bengtson Milan Holeček     | Nils Bengtson Milan Holeček     | Nils Bengtson Milan Holeček     | 6                | 0R               |  |  |                               |                               |                              |                         |            |   |   |                              |                              |        |        |        |  |